# Konsulat Generalny Rzeczypospolitej Polskiej w Katanii
Konsulat Generalny Rzeczypospolitej Polskiej w Katanii (wł. Consolato Generale della Repubblica di Polonia in Catania) – polska misja konsularna we Włoszech istniejąca od 20 kwietnia 2007 do 30 września 2009.
Okręg konsularny obejmował Sycylię i Kalabrię. Jedynym konsulem generalnym placówki był Gerard Pokruszyński. Pracownikiem odpowiedzialnym za zamknięcie placówki był Krzysztof Zębala.